# Egbert Mulder
Egbert Mulder (Steenwijk, 1940. április 10. – Groningen, 2021. február 16.) holland nemzetközi labdarúgó-játékvezető.

## Pályafutása

### Nemzetközi játékvezetés
A Holland labdarúgó-szövetség Játékvezető Bizottsága (JB) 1978-ban terjesztette fel nemzetközi játékvezetőnek, a Nemzetközi Labdarúgó-szövetség (FIFA) bíróinak keretébe. Több nemzetek közötti válogatott és klubmérkőzést vezetett. A holland nemzetközi játékvezetők rangsorában, a világbajnokság-Európa-bajnokság sorrendjében többedmagával a 18. helyet foglalja el 3 találkozó szolgálatával. Az aktív nemzetközi játékvezetéstől 1988-ban búcsúzott.

#### Világbajnokság
A világbajnoki döntőhöz vezető úton Mexikóba a XIII., az 1986-os labdarúgó-világbajnokságra a FIFA JB bíróként alkalmazta.
| Időpont           | Helyszín                      | Mérkőzés típusa           | Mérkőzés         | Eredmény | Nézők száma |
| ----------------- | ----------------------------- | ------------------------- | ---------------- | -------- | ----------- |
| 1984. október 17. | Hampden Park Stadion, Glasgow | előselejtező (7. csoport) | Skócia–Izland    | 3 : 0    | 52 829      |
| 1985. október 26. | Központi Stadion, Auckland    | Óceánia (OFC) zóna        | Új-Zéland–Izrael | 3 : 1    |             |

#### Európa-bajnokság
Az európai-labdarúgó torna döntőjéhez vezető úton Német Szövetségi Köztársaságba a VIII., az 1988-as labdarúgó-Európa-bajnokságra az UEFA JB játékvezetőként foglalkoztatta.
| Időpont              | Helyszín               | Mérkőzés típusa           | Mérkőzés     | Eredmény | Nézők száma |
| -------------------- | ---------------------- | ------------------------- | ------------ | -------- | ----------- |
| 1986. szeptember 24. | Ullevaal Stadion, Oslo | előselejtező (3. csoport) | Norvégia–NDK | 0 : 0    | 10 158      |